# Henry Suermondt

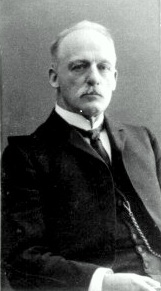
Henry Suermondt

Henry Suermondt (* 3. September 1846 in Aachen; † 3. Juli 1930 in Berlin) war ein deutscher Unternehmer und Herrenreiter.

## Leben
Henry Suermondt war der Sohn des Unternehmers, Kunstmäzens und Gründer des Aachener Suermondt-Museums Barthold Suermondt und der Amalie Cockerill, eine Tochter des Stahlunternehmers James Cockerill. Nach einer kurzen Offizierslaufbahn bei den Husaren und einer kaufmännischen Ausbildung war Henry Suermondt von 1870 bis 1876 Mitglied des Aufsichtsrates und von 1876 bis 1877 ordentliches Mitglied im Vorstand der Rheinischen Stahlwerke, die von seinem Vater 1870 als Société Anonyme Aciéries du Rhin in Paris gegründet worden waren und in der dieser von 1870 bis 1878 als Präsident des Aufsichtsrates fungierte.
Seit Juli 1889 war Henry Suermondt eingetragener Eigentümer des Rittergutes Hohenschönhausen und Gesellschafter der im März 1893 gegründeten „Grunderwerbs- und Bau-Gesellschaft zu Berlin“. Diese Gesellschaft wurde im Juni 1893 als Besitzerin des Rittergutes Hohenschönhausen ins Grundbuch eingetragen. Ab 1893 begann die Errichtung von Einfamilienhäusern durch die „Kolonie Hohen-Schönhausen“ auf dem Rittergut (zwischen Orankesee und Berliner Straße).
1912 erhielt der Weißenseer Weg in Hohenschönhausen den neuen Namen Suermondtstraße.
Henry Suermondt besaß das damals größte deutsche Gestüt in Werne im Städtedreieck Münster, Hamm und Dortmund. Zusammen mit seinem jüngeren Halbbruder Otto Suermondt war er einer der erfolgreichsten Reiter auf den deutschen Rennplätzen der damaligen Zeit und gewann unter anderem 1887 und 1888 das deutsche Herren-Championat.
Darüber hinaus gründete Henry Suermondt noch das Gestüt Weiherhof mit Sitz auf dem Gut Weiherhof in Düren und in seiner Heimatstadt Aachen das Gestüt Gut Haidchen in unmittelbarer Nachbarschaft zum Familiensitz bei Herffs-Erb im Aachener Wald gegenüber von Alt-Linzenshäuschen. Zusammen mit seinem Halbbruder Otto setzte Henry sich für die Fortführung der von seinem Großvater James Cockerill mitgegründeten Pferderennen auf dem Brander Feld vor den Toren Aachens ein. Zur besseren Förderung gründeten sie dazu gemeinsam im Jahre 1870 den Aachener Rennverein, der das betreffende Gelände pachtete und sich nun für die nächsten Jahre für die Austragung dieser Rennen verantwortlich zeigte. 
Henry Suermondt verstarb unverheiratet und fand seine letzte Ruhestätte in der Familiengruft auf dem Aachener Westfriedhof.